# Trichothurgus
Trichothurgus is een geslacht van vliesvleugelige insecten van de familie Megachilidae.

## Soorten
- T. albiceps (Friese, 1908)
- T. atacamensis Sielfeld, 1973
- T. aterrimus (Cockerell, 1914)
- T. colloncurensis Ogloblin, 1957
- T. dubius (Sichel, 1867)
- T. herbsti (Friese, 1905)
- T. laticeps (Friese, 1906)
- T. macroglossa (Friese, 1910)
- T. neoqueenensis (Friese, 1910)
- T. osmioides (Friese, 1910)
- T. pseudocellatus (Moure, 1949)
- T. shajovskoyi Ogloblin, 1957
- T. wagenknechti (Moure, 1949)